# Fric
Ne doit pas être confondu avec Frič.
Pour l’article ayant un titre homophone, voir Freak.
Fric est un terme argotique qui signifie monnaie dans le langage courant.